# Caladenia cardiochila
Caladenia cardiochila är en orkidéart som beskrevs av Tate. Caladenia cardiochila ingår i släktet Caladenia och familjen orkidéer. Inga underarter finns listade i Catalogue of Life.